# April 1918
Portal Geschichte | Portal Biografien | Aktuelle Ereignisse | Jahreskalender | Tagesartikel

◄ |
19. Jahrhundert |
20. Jahrhundert
| 21. Jahrhundert

◄ |
1880er |
1890er |
1900er |
1910er
| 1920er | 1930er | 1940er | ►

◄ |
1914 |
1915 |
1916 |
1917 |
1918
| 1919 | 1920 | 1921 | 1922 | ►

◄ |
Januar 1918 |
Februar 1918 |
März 1918 |
April 1918 |
Mai 1918 |
Juni 1918 |
Juli 1918 |
►
Dieser Artikel behandelt tagesbezogene Nachrichten und Ereignisse im April 1918.
Im Monat fortlaufend: der Erste Weltkrieg; auch im April 1918 setzt sich die Wirtschaftskrise der letzten Kriegsmonate fort.

## Tagesgeschehen

### Montag, 1. April 1918
- London: Die Royal Air Force wird durch die Vereinigung des Royal Flying Corps mit dem Royal Naval Air Service gebildet.

### Freitag, 5. April 1918
- Trabzon: Die osmanische Delegation stellt den transkaukasischen Vertretern ein Ultimatum zur Anerkennung der Grenzziehung im Kaukasus gemäß dem Vertrag von Brest-Litowsk.
- Tonga: Inthronisation von Königin Salote Tupou III.

### Samstag, 6. April 1918
- Adelaide: Wahlen zum Parlament des Bundesstaates South Australia in Australien
- Tampere: wird von deutsch-finnischen Truppen eingenommen

### Sonntag, 7. April 1918

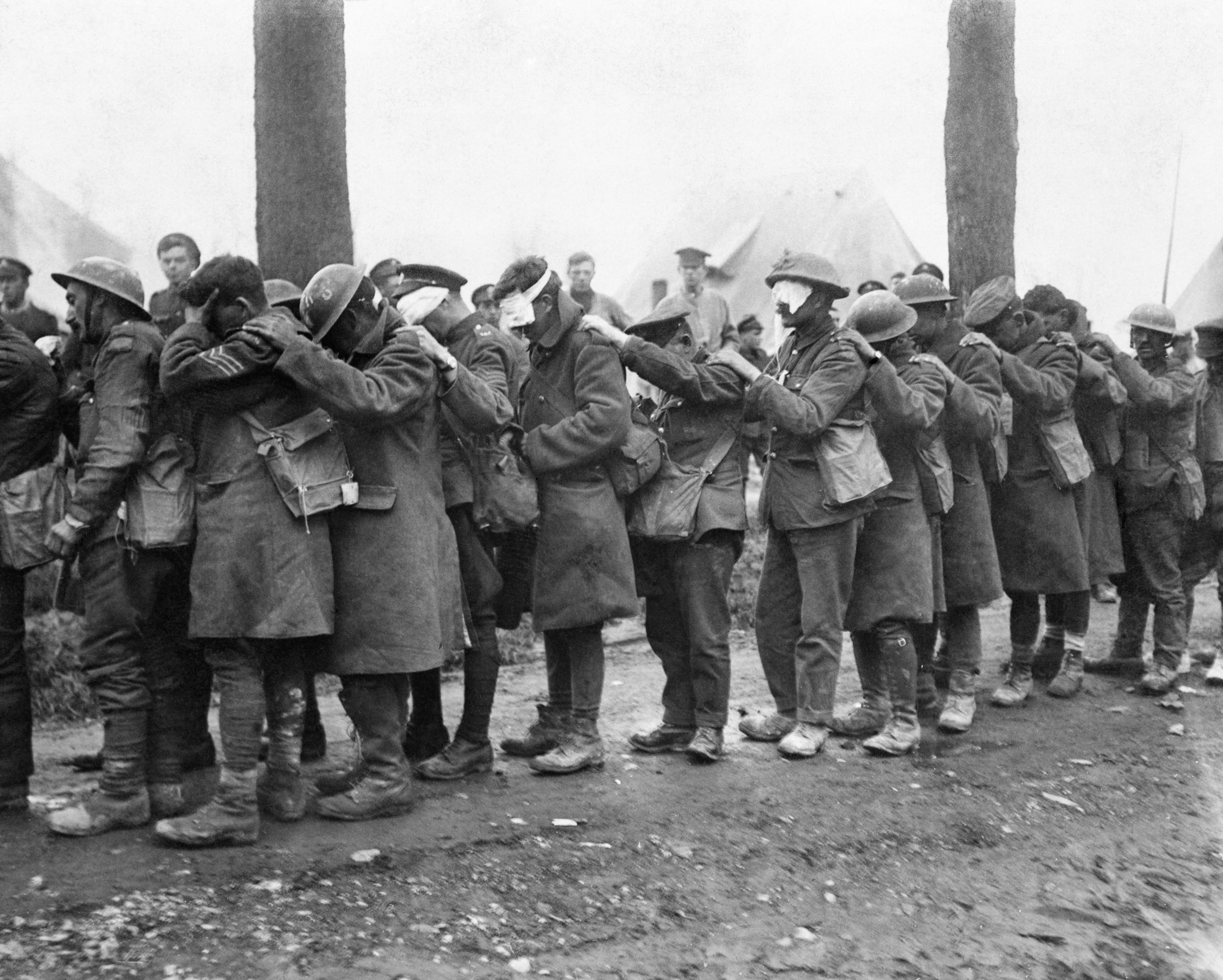
Britische Gasopfer während der Vierten Flandernschl., 10. April 1918

### Dienstag, 9. April 1918
- Der zweite Teil der deutschen Frühjahrsoffensive, Operation Georgette, die Vierte Flandernschlacht, beginnt.

### Samstag, 13. April 1918
- Helsinki: durch deutsch-finnische Truppen erobert

### Sonntag, 14. April 1918
- Beauvais: Mar. F. Foch wird zum alliierten Oberbefehlshaber an der Westfront ernannt.

### Sonntag, 28. April 1918
- Allgemeine Parlamentswahlen nach seinem Staatsstreich / Boykott dieser Wahl:
- Sidónio Pais wird per Referendum zum portugiesischen Präsidenten gewählt.

### Dienstag, 30. April 1918
- Taschkent: Die Autonome Sowjetrepublik Turkestan (ASR) wird proklamiert.